# Memphis aureola
Espèce
Memphis aureola est une espèce d'insectes lépidoptères (papillons) de la famille des Nymphalidae, de la sous-famille des Charaxinae et du genre Memphis.

## Dénomination
Memphis aureola a été décrit par Henry Walter Bates en 1866 sous le nom initial de Paphia aureola.
Synonyme : Anaea aureola; Godman & Salvin, [1884].

### Nom vernaculaire
Memphis aureola se nomme Aureola Leafwing en anglais.

## Description
Memphis aureola est un papillon aux ailes antérieures à bord costal bossu, apex anguleux, angle interne en crochet et bord interne très concave. Les ailes postérieures ont ou non chacune une queue en massue.
Le dessus est marron largement suffusé de bleu vert métallisé et les ailes antérieures sont barrées d'une bande blanche qui séparé l'apex.
Le revers est marron suffusé d'argenté et simule une feuille morte.

## Écologie et distribution
Memphis aureola est présent au Mexique, au Guatemala, en Colombie et en Équateur,.

### Protection
Pas de statut de protection particulier.